# 前田長種
前田 長種（まえだ ながたね）は、安土桃山時代から江戸時代前期にかけての武将、加賀藩士。加賀八家・前田対馬守家第3代当主。

## 出自
前田与十郎家は系図上では、加賀前田家（美濃前田氏）の同族とされる。代々尾張国海東郡の前田城・下之一色城を有し、加賀前田家の本家筋にあたるといわれる。

## 生涯
天文19年（1550年）、前田長定の子として誕生する。
前田与十郎家は織田信長の家臣で、本能寺の変後に信長の次男・信雄に仕えた。天正12年（1584年）の小牧・長久手の戦いで滝川一益の誘いで羽柴秀吉陣営に寝返るが、同年の蟹江城合戦で織田信雄・徳川家康の連合軍に敗れ、父・長定は妻子共々家康に殺害され、叔父・前田定利も斬られた。
本拠・下之一色城にいた長種は降伏し、前田利家を頼り家臣となり能登国七尾城を守備する。その後、越中国守山城代となり、幼少時の加賀藩3代藩主・前田利常を養育した。富山城代を経て、慶長10年（1605年）、加賀国小松城代となり、2万石を給された。
以後、直知、直正、孝貞、孝資、孝昌、孝友、 孝本と前田対馬守家は続いた。また嫡男・直知の四男・恒知から分かれた家系（前田将監家）は、幕末の前田恒敬に至っている。4代・孝貞の次男・孝和（勘解由）からは前田勘解由家が分かれている。